# TOP 09
TOP 09 är ett högerliberalt politiskt parti i Tjeckien.
Bokstäverna i partinamnet är en förkortning av Tradice Odpovědnost Prosperita (Tradition, Ansvar, Välstånd).
TOP 09 bildades den 11 juni 2009 av Miroslav Kalousek och andra marknadsliberala avhoppare från Kristna och demokratiska unionen - Tjeckoslovakiska folkpartiet  (KDU-ČSL). Det ingår i Europeiska folkpartiet (EPP).
I parlamentsvalet 2010 fick TOP 09 16,7 % av rösterna och kunde ta plats i en borgerlig koalitionsregering tillsammans med 
Medborgardemokraterna och Allmänhetens angelägenheter.